# Concòrdia (partit polític)
Concòrdia és un partit polític d'Andorra de tendència progressista format l'any 2022 amb l'objectiu de presentar-se a les eleccions al Consell General d'Andorra de 2023. Proposa frenar la inversió estrangera en el sector immobiliari i racionalitzar els preus de l'habitatge. A més, s'ha mostrat crític tant amb l'acord d'associació amb la Unió Europea —reclama que Andorra romangui fora del mercat únic europeu— com amb la destrucció del patrimoni natural.
Concòrdia està encapçalat per dues copresidències, Cerni Cairat i Olalla Losada. Els seus estatuts indiquen que com a mínim una de les persones que n'ocupen una no pot ser un càrrec electe, a fi de separar la influència institucional de l'organització del partit.
Concòrdia va ser la gran sorpresa de les eleccions al Consell General d'Andorra de 2023 ja que, amb cinc escons, va ser la segona força més votada i va guanyar també a la circumscripció de Sant Julià de Lòria.

## Resultats electorals
Consell General
| Elecció | Vots  | %     | Escons | +/- | Candidat     |
| ------- | ----- | ----- | ------ | --- | ------------ |
| 2023    | 4.109 | 21,43 | 5 / 28 | Nou | Cerni Escalé |